# Sigmodon alstoni
Sigmodon alstoni är en däggdjursart som först beskrevs av Thomas 1881.  Sigmodon alstoni ingår i släktet bomullsråttor, och familjen hamsterartade gnagare. IUCN kategoriserar arten globalt som livskraftig. Inga underarter finns listade i Catalogue of Life.
Denna gnagare har en 10,6 till 15,2 cm lång kropp (huvud och bål), en 7,2 till 10,2 cm lång svans och en vikt av cirka 74 g. Bakfötterna är 3,0 till 3,6 cm långa och öronen är ungefär 3 cm stora. I motsats till alla andra bomullsråttor har arten djupa rännor i de breda övre framtänder. Håren på ovansidan har mörkbruna och ljusa avsnitt och pälsen är därför agouti. På undersidan förekommer grå päls. Skillnader mot andra släktmedlemmar finns även i avvikande detaljer av kraniets konstruktion.
Arten förekommer med flera från varandra skilda populationer i norra Sydamerika i Colombia, Venezuela, regionen Guyana och nordöstra Brasilien. Habitatet utgörs av mera torra gräsmarker och buskskogar.
Individerna är främst aktiva på dagen och ibland även på natten. De äter gröna växtdelar, frön, svampar och några insekter. Boet av växtdelar ligger vanligen gömd under omkullstörtade träd, i bergssprickor eller bland gräset. Ibland används jordhålor som skapades av andra djur.
I jordbruksområden betraktas S som skadedjur när den äter sädesslag.